# Aborto criminal
Aborto criminal es una película española de drama estrenada en 1973, coescrita, producida y dirigida por Ignacio Iquino y protagonizada en los papeles principales por Simón Andreu, Máximo Valverde y Emma Cohen.
En los premios del Sindicato Nacional del Espectáculo correspondientes a 1973 obtuvo el cuarto premio a la mejor película (dotado con 100.000 pesetas).

## Sinopsis
Por distintas circunstancias, una serie de mujeres se ven obligadas a abortar clandestinamente. Ana está embarazada de un hombre casado, aborta y posteriormente se suicida. Menchu es una chica de familia acomodada que vive con hippies, se droga y mantiene relaciones sexuales. Rosa es una mujer casada y Lola es una prostituta que es obligada a abortar por su proxeneta El Guapo, pero finalmente se niega. La muerte de Ana hace que el inspector Roland, que iba detrás de la red de prostitución de El Guapo, descubra que también está dedicada al aborto, entonces ilegal, y detenga y lleve a juicio a todos los implicados.

## Reparto
- Simón Andreu: El Guapo
- Máximo Valverde: Inspector Roland
- Patricia Reed: Rosa
- Jackie Lombard: Loli
- María Reniu: Menchu
- Silvia Solar: Clo
- Manuel Zarzo: Carlos
- Emma Cohen: Ana
- Carmen de Lirio: Mare de Menchu
- José Luis Pellicena: Giovanni Argüelles
- Francisco Piquer: Diego
- Josefina Güell: Isabel
- Asunción Vitoria: Marga
- Carlos Otero: Eusebio Ribera
- Julián Navarro: Berli
- Francisco Grijalvo: Policía
- Jorge Sánchez: Policía
- Alfredo Basart: Policía
- Fanny Grey: Amante de Eusebio
- Marina Ferri: Florence
- Marta Flores
- Maife Gil:Tecla
- Jordi Torras: Fiscal
- Gustavo Re: Ramón, padre de Ana
- Juan Fernández: Camarero
- Carlos Lucena: Esteban
- María Victoria Durá: Señora testigo
- José Lifante: Cirujano
- Javier Valverde
- Lluís Nonell: Hombre en comisaría
- Concepció Arquimbau: Madre de Ana
- Gaspar 'Indio' González
- Miguel Muniesa
- Pep Ballester: José María Seyton
- Dora Santacreu: Sara
- David Rocha: Delincuente